# Бруст, Герберт
Ге́рберт Бруст (нем. Herbert Brust; 17 апреля 1900, Нойкурен (ныне Пионерский), Восточная Пруссия, Германия — 26 июня 1968, Бремерхафен, Германия) — немецкий композитор, автор гимна Восточной Пруссии (Ostpreußenlied).

## Биография
Бруст жил в доме на берегу Замкового пруда в Кёнигсберге, с 16 лет играл на органе в Лёбинихтской кирхе. С 1919 по 1922 год учился в Берлине у профессоров Фишера и Фридриха Эрнста Коха.
По завершении обучения по классу композиции возвратился в Кёнигсберг, работал на радиостанции Восточной ярмарки. Сохранились 96 его композиций, многие посвящены Восточной Пруссии. В начале 1930-х годов совместно с поэтом Эрихом Ханнигхофером (нем. Erich Hannighofer) стал автором «Песни восточных пруссов», заменившей вскоре прежний гимн Иоганны Амброзиус (оригинал текста и нот находится в Музее Кёнигсберга в Дуйсбурге). В мае 1937 года вступил в НСДАП, создавал кантаты, посвящённые национал-социализму. Весной 1941 года призван в вермахт. В конце Второй мировой войны на корабле переехал в Бремерхафен, где и жил до самой смерти, работая органистом и преподавателем музыки.

## Основные произведения
- «Восточная Пруссия», увертюра для симфонического оркестра (опус 14).
- Пять гимнов Косы для голоса и фортепиано (опус 33).
- Музыка для хора Дома Симона Даха (опус 50).
- Три песни на тексты Агнес Мигель (опус 96).